# У чорних пісках (фільм)
«У чорних пісках» — радянський художній фільм в жанрі істерну, знятий в 1972 році на кіностудії «Ленфільм» режисером Іскандером Хамраєвим. Екранізація однойменної повісті казахстанського письменника Моріса Сімашка. Прем'єра фільму відбулася 6 серпня 1973 року.

## Сюжет
У Середній Азії йде громадянська війна. Бай-насильник вбиває всю сім'ю туркменського юнака пастуха Чари Есенова. Чари, що залишився в живих, бажаючи помститися за зганьблену честь малолітньої сестри, поодинці переслідує Шамурад-хана, голову місцевої банди басмачів. Знайомство з червоноармійцем прояснює героєві фільму сенс боротьби, що відбувається, він примикає до червоногвардійців, які протистоять басмачам, і, відмовившись від особистої помсти, одного разу приводить Шамурада в загін для законного суду. У фільмі зображено трансформацію людини «для себе» в людину «для людей», перехід від родової побудови душі до нової соціалістичної свідомості.

## У ролях
- Дагун Омаєв — Чари Есенов
- Бімболат Ватаєв — Шамурад-хан (озвучив Юхим Копелян)
- Геннадій Нілов — комісар (озвучив Іван Краско)
- Леонхард Мерзін — Пельтінь, командир
- Баба Аннанов — Рахімов
- Людмила Сингатуліна — Бібітач
- Лариса Зубкович — жінка
- Яйра Абдулаєва — дружина Ільяс-хана
- Іногам Адилов — басмач, кат
- Ульмас Алиходжаєв — Мухамед, брат Шамурада
- Лола Бадалова — Нургозель, мати Чари, Берди і Бібітач
- А. Берадзе — Берди
- Герман Бобровський — залізничник
- В'ячеслав Воронін — офіцер, гість в будинку батька Шамурада
- Микола Годовиков — Копилов, червоноармієць
- Бахтіяр Касимов — червоноармієць
- Н. Кубарєва — санітарка
- Олексій Кримов — червоноармієць
- Юрій Могилевцев — офіцер
- Хабіб Нариманов — Есен, батько Чари, Берди і Бібітач
- Талгат Нигматулін — Таган, друг Чари
- Пулат Саїдкасимов — басмач
- Володимир Скоропад — червоноармієць
- Тулкун Таджиєв — Овез, сусід
- К. Туйчиєв — епізод
- М. Туляганов — червоноармієць
- Джавлон Хамраєв — Курт у рудій папасі
- Фархад Хайдаров — басмач
- Кудрат Ходжаєв — Ільяс-хан, батько Шамурада
- Юрій Дубровін — Телешев
- Сергій Голубєв — червоноармієць
- Раззак Хамраєв — батько Тагана
- Машраб Юнусов — мула
- Анвара Алімова — епізод
- Талгат Нігматулін — Таган
- Уктам Лукманова — наречена

## Знімальна група
- Режисер — Іскандер Хамраєв
- Сценарист — Сергій Потепалов
- Оператор — Олександр Чечулін
- Композитор — Марат Камілов
- Художник — Василь Зачиняєв